# Arash Keshavarzi
Arash Keshavarzi est un joueur iranien de volley-ball né le 16 février 1987 à Téhéran. Il mesure 1,98 m et joue Spiker.

## Clubs
- Etka
- Persepolis
- Damash Gillan
- Paykan Tehran